# Clydonium quintanillai
Clydonium quintanillai là một loài tò vò trong họ Ichneumonidae.